# 12045 Klein
12045 Klein (1997 FH1) là một tiểu hành tinh vành đai chính được phát hiện ngày 30 tháng 3 năm 1997 bởi P. G. Comba ở Prescott.